# Hra (Hvězdná brána: Atlantida)
Hra (v anglickém originále The Game) je 15. díl třetí řady sci-fi seriálu Hvězdná brána: Atlantida.

## Obsah epizody
Major Lorne objevil na orbitě planety M4D058 skupinu satelitů, které museli vypustit Antikové, jelikož obyvatelé planety nepatří mezi vyspělé civilizace. Na planetě jsou dvě vesnice oddělené velkou řekou a Lorne s týmem se vydali prozkoumat jednu z nich. Ovšem narazili tam na vlajku podobné kanadské, ale místo javorového listu tam je hlava Rodneyho McKaye. Sheppard naráží na to že ta vlajka je stejná jako navrhl McKay pro hru. Doktorka Weirová se dozvídá že při prozkoumávání města narazili na místnost s antickými panely a obrazovkami. Vše naskočilo jakmile vešli. Na obrazovkách se objevila mapa oblasti. McKay se domníval že se jedná o geologický výzkum, ale po prozkoumání zjistil že se jedná o hru, ve které se musíte starat o svou zemi. Weirová rozhodna že by měli planetu prozkoumat.
Přiletí do města jménem Geldár, které je technicky vyspělé, obývají ho spíše "vynálezci". Při procházení městem se k nim sejdou obyvatelé a vůdkyně - Nola. Ta si prohlídne Rodneyho a řekne že je jejich prorok, všichni kolem se pokloní. Vede je městem, všude visí obrazy zobrazující Rodneyho. Říká že vývoj dlouho stagnoval, jelikož prorok přestal komunikovat, ale před dvěma lety prorok začal znovu vysílat. Dovede je do místnosti, kde se nachází antický pult, díky kterému komunikují s prorokem. Úkáže se že se jedná o antický experiment. Nola žádá též o pomoc při zničení vesnice, která se nachází na druhém břehu řeky. Vesnici jménem Hallona, ale řídí Sheppard. Ten také přivede vůdce své vesnice a zjistí že mají velmi podobný příběh. Poté letí na Atlantidu a snaží se vůdcům vše vysvětlit. Ale naskytne se problém, lidé z Geldáru kopou důl pod hranicemi s Hallonou. Doktorka Weirová chce vést mírové jednání, vůdci ale odmítají. Vypadá to že se vesnice ženou přímo do války. Sheppard a McKay se jim snaží vysvětlit, že už jim nebudou pomáhat. Ovšem Sheppard ukazuje vůdci "jeho" vesnice jak to funguje a musí jít pryč, vůdce využije situace a zadá aby jeho armáda zaútočila na důl. Válka začala. Nola chce právě vynalezenou bombu dopravit k nepřátelské vesnici vzducholodí. Sheppard ale pomůže, tím že sestřelí vzducholoď jumperem. Vůdce "Sheppardovy" vesnice zahájil totální útok. Všichni z Atlantidy byli přeneseni na Deadala a Sheppard má plán.
Nabourají se do panelů na planetě a nasimulují prohru obou stran, k tomu přidají pár dobře mířených ran od "přátel". Když viděli pravou tvář války, jsou ochotni přistoupit na mírové rozhovory spolu s doktorkou Weirovou.